# Fonte L

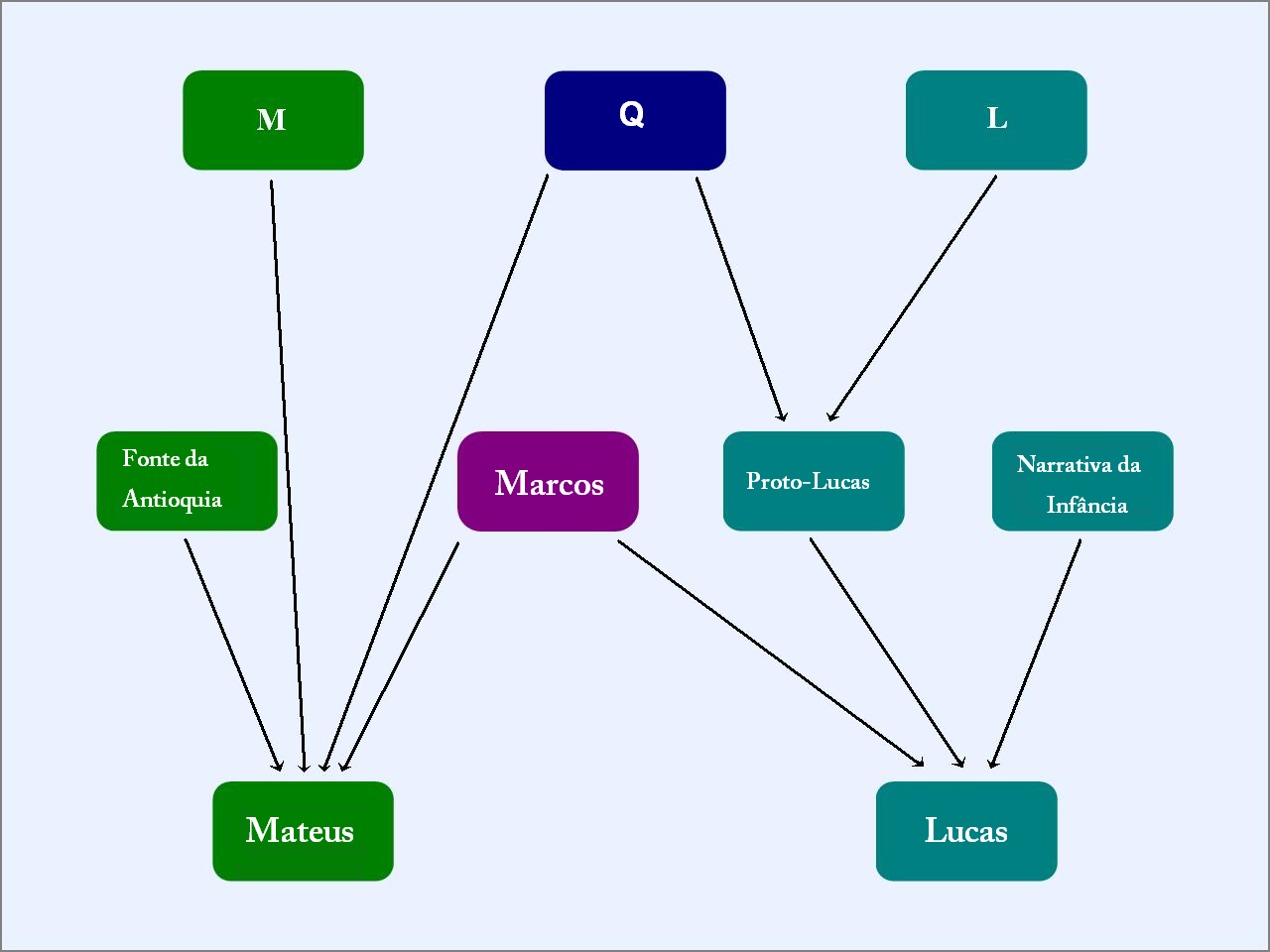
Hipótese das quatro fontes, formulada por Burnett Hillman Streeter.

Na análise da Alta crítica, a fonte L é uma tradição oral que Lucas utilizou para compor seu evangelho. Inclui a história de Natal e muitas das melhores parábolas de Jesus Craig Blomberg.. Como a fonte exclusiva de Mateus, conhecida como Fonte M, a fonte L tem importantes parábolas que, de acordo com os historiadores mais céticos, são ditos autênticos do Jesus histórico. Duas parábolas que aparecem em L são a do Bom Samaritano e a do Filho Pródigo.
De acordo com a hipótese das Quatro fontes, Lucas reuniu material do Evangelho de Marcos, da fonte Q e de L para a produção de seu evangelho. O material em L, bem como que em M, provavelmente vem da tradição oral. O material especial de Lucas compõe quase metade do seu evangelho.
A questão de como explicar as semelhanças entre os Evangelhos de Mateus, Marcos e Lucas é conhecido como o problema sinótico. A fonte hipotética L encaixa numa das soluções contemporâneas em que Marcos foi o primeiro evangelho e Q foi uma fonte escrita contendo ditos de Jesus e utilizado tanto por Mateus quanto por Lucas.